# Folkpartiet (partigrupp 1895–1900)
Folkpartiet var ett liberalt parti i andra kammaren i Sveriges riksdag. Partiet bildades den 29 april 1895 av 32 riksdagsledamöter. Folkpartiets program författades av Fridtjuv Berg och David Bergström, och partiets ordförande var Jöns Bromée. Ungefär hälften var radikala liberaler från Stockholmstrakten, men gruppen hade också ett starkt inslag av lantmän från Norrland och Dalarna. Den 16 januari 1900 anslöt sig folkpartiet till det nybildade Liberala samlingspartiet.

## Riksdagsmän (ej komplett lista)
- Adolf Aulin (1895–1899)
- Fridtjuv Berg (1895–1900)
- David Bergström (1895–1900)
- Jöns Bromée (1895–1900)
- Jakob Byström (1897–1900)
- Oskar Eklund (1895–1900)
- Gustaf Ericsson i Stockholm (1895–1896)
- Gustaf Ericsson i Väsby (1895–1896)
- Johan Ericsson (1897–1899)
- Erik Eriksson (1895–1899)
- Lars Eriksson (1895–1899)
- Johan Fjällbäck (1895–1899)
- Carl Johan Hammarström (1895–1900)
- Magnus Höjer (1895–1900)
- Johan Johansson (1895–1896)
- Sven Kardell (1895–1899)
- Karl Karlsson (1897–1899)
- Herman Kvarnzelius (1900)
- Lars Petter Larsson (1896)
- Carl Lindhagen (1897–1900)
- Julius Mankell (1895–1896)
- Per Norberg (1895–1899)
- Johan Nordin i Hammerdal (1895–1899)
- Johan Eric Nordin i Sättna (1895–1899)
- Erik Norman (1895–1899)
- Johan Nydahl (1897–1899)
- John Olsson (1895–1900)
- Olof Olsson (1897)
- Hans Pantzarhielm (1897–1899)
- Jakob Persson (1895–1900)
- Sven Palme (1894–1896)
- Karl Staaff (1897–1900)
- Wilhelm Styrlander (1895–1899)
- Johannes Svensson (1895–1896)
- Gustaf Thor (1895–1899)
- Anders Thylander (1897–1899)
- Carl Wallbom (1895–1896)
- Curt Wallis (1895–1900)
- Olof Walter (1895–1899)
- Edvard Wavrinsky (1895–1900)
- Gustaf Österberg (1900)